# I Know What You Did Last Summer
I Know What You Did Last Summer er en amerikansk gyserfilm fra 1997 instrueret af Jim Gillespie. Medvirkende er bl.a. Sarah Michelle Gellar, Ryan Phillippe, Freddie Prinze, Jr. og Jennifer Love Hewitt. Manuskriptet er skrevet af Kevin Williamson, der også stod bag Scream og er løst baseret på romanen af samme navn af Lois Duncan.
Filmen er den første i en trilogi, der desuden omfatter I Still Know What You Did Last Summer og I'll Always Know What You Did Last Summer, der blev udsendt direkte på dvd. Filmen fik blandede anmeldelser, men var kommercielt en stor succes med en indtjening på 125,5 millioner amerikanske dollar. Filmen blev desuden nomineret til flere priser, og Jennifer Love Hewitt og Sarah Michelle Gellar modtog begge en Blockbuster Entertainment Award for deres roller.

## Handling
De fire venner Julie, Helen, Ray og Barry fejrer, at de er færdig med High School. På vej hjem fra fejringen kører de alkoholpåvirkede unge en skikkelse ned, der dukker op ud af ingenting, på den øde landevej. De unge standser bilen i håb om, at det bare var et dyr, de havde ramt, men går i panik da de finder et livløst menneske. Da en anden jævnaldrende bekendt, Max, kommer kørende mod dem, gemmer de den tilsyneladende livløse krop i vejkanten. Efter at faren er ovre, enes de om at smide liget i søen og sværger tavshed for at skjule deres forbrydelse. Men da de er i færd med at smide ham fra kajen, vågner manden til live og tager fat i den ene af de unge. Der opstår panik, men efter noget tumult lykkedes det de unge at vælte ham i søen.
Sommeren efter, efter sit første år på College, vender Julie tilbage til den lille fiskerlandsby på ferie. Julie er tæt på nervesammenbrud. Forrige sommers hændelse har sat dybe spor, og studierne er gået dårligt. Efter kort tid modtager hun et mystisk brev, hvor der står »Jeg ved hvad I gjorde sidste sommer«. Julie bliver urolig og kontakter de andre i håb om at få klarhed. Der opstår usikkerhed blandt dem, om hvorvidt der er nogen, der bare laver sjov med dem – eller om brevet er skrevet af nogen, som var vidne til deres udåd. Barry mistænker, at det er Max, der står bag brevet og opsøger ham derfor på fiskeriet, hvor han arbejder, for at advare ham mod konsekvenserne. Men lige efter bliver Max dræbt af en mystisk mand med en kødkrog, og senere på aftenen bliver Barry hårdt skadet, da den samme morder forsøger at dræbe ham med sin egen bil. Det bliver klart for de andre, at nogen er ude efter dem. Ikke for at få dem arresteret og stillet for retten, men for at dræbe dem, sådan som de selv sidste sommer tog et liv. De tre tilbageværende begynder derefter at finde ud af mere om fiskeren, de kørte ned og opdager, at han havde dræbt sin veninde to år før ulykken – og at drabet skete på præcis samme sted som påkørslen. Efterhånden får de flere kryptiske beskeder og forstår, at de er de næste på dødslisten. Efter flere chokerende oplevelser begynder nogen af dem imidlertid at sætte trådene sammen og indser efterhånden, at drabsmanden er en anden en end de i udgangspunktet troede.

## Medvirkende
- Sarah Michelle Gellar ... Helen Shivers
- Jennifer Love Hewitt ... Julie James
- Ryan Phillippe ... Barry Cox
- Freddie Prinze Jr ... Ray Bronson
- Bridgette Wilson ... Elsa Shivers
- Johnny Galecki ... Max Neurick
- Anne Heche ... Melissa 'Missy' Egan
- Muse Watson ... Ben Willis (fiskeren, hævneren)
- Stuart Greer ... Officer David Caporizo
- Deborah Hobart ... Mrs. James
- Rasool J'Han ... Deb
- Jonathan Quint ... David Egan

## Om filmen

### Anmelderne og publikum
I Know What You Did Last Summer fik en lunken modtagelse af anmelderne og har kun fået 38% på Rotten Tomatoes og 52% på Metacritic (juni 2009). Den kendte filmanmelder Roger Ebert var blandt dem, der gav den dårligst kritik, mens udgivelser som Variety og Washington Post var blandt de mest positive. The New York Times, Newsweek og USA Today var blandet i sin omtale.
Til trods for en lunken modtagelse fra filmanmelderne blev I Know What You Did Last Summer en forholdsvis stor publikumssucces i amerikanske biograffer og en moderat succes udenfor USA. Den indbragte over $72 millioner i biograferne i USA og $53 millioner udenfor, og endte dermed op på en total på over $125 millioner. Filmen havnede på en 20. plads over de mest indbringende film i USA fra 1997 og på en 33. plads globalt.
Den indbragte ca. $48 millioner mindre en det Scream gjorde året før (Globalt).

### Priser og nomineringer
| År   | Pris                            | Kategori                                                                         | Resultat  |
| ---- | ------------------------------- | -------------------------------------------------------------------------------- | --------- |
| 1997 | ASCAP Award                     | Top Box Office Films, John Debney                                                | Nomineret |
| 1998 | Saturn Award                    | Bedste gyserfilm                                                                 | Nomineret |
| 1998 | Blockbuster Entertainment Award | Favorite Female Newcomer, Favorite Actress, Jennifer Love Hewitt                 | Vandt     |
| 1998 | Blockbuster Entertainment Award | Favorite Supporting Actress - Horror, Sarah Michelle Gellar                      | Vandt     |
| 1998 | Blockbuster Entertainment Award | Bedste skuespiller - Horror, Freddie Prinze Jr                                   | Nomineret |
| 1998 | Blockbuster Entertainment Award | Bedste skuespillerinde - gyser, Jennifer Love Hewitt                             | Nomineret |
| 1998 | Blockbuster Entertainment Award | Favorite Supporting Actor, Ryan Phillippe                                        | Nomineret |
| 1998 | IHG Award                       | Bedste film                                                                      | Nomineret |
| 1998 | MTV Movie Awards                | Best Breakthrough Performance, Sarah Michelle Gellar                             | Nomineret |
| 1998 | Young Artist Award              | Best Performance in a Feature Film - Leading Young Actress, Jennifer Love Hewitt | Nomineret |